# 宜昌人民广播电台
宜昌人民广播电台，简称宜昌电台，为中华人民共和国湖北省宜昌市的市级广播电台，其与宜昌三峡电视台一道隶属于宜昌市廣播電影電視局（宜昌三峽廣播電視台）。共拥有新闻综合广播、音乐生活广播及交通广播三条频率。